# Monóvar
Monóvar (cooficialmente y en valenciano, Monòver) es una ciudad situada al sureste de España, en la Comunidad Valenciana, provincia de Alicante, comarca del Medio Vinalopó. Cuenta con 12 800 habitantes (INE 2016), de los cuales 12 000 viven en el casco urbano de Monóvar, y los 800 restantes, viven diseminados por las distintas pedanías y aldeas, además de los campos que comprende el término municipal. Es una de las ciudades más importantes de la Comunidad Valenciana por su industria.
Históricamente ha sido una ciudad con especial relevancia tras la Revolución Industrial en España, especialmente en el sector zapatero. Además es conocida como la "ciudad de Azorín", ya que este escritor nació en Monóvar, el 8 de junio de 1873.

## Toponimia y Heráldica

### Topónimo
La palabra Monóvar se cree, con mayor lógica, que tiene una procedencia del idioma árabe. Puede ser una derivación de los vocablos monnauir (faro luminoso) o monnauar (campo florido). Algunas fuentes creen también en la posibilidad de que el nombre tenga un origen latino, en la voz mons novar (monte nuevo).

### Escudo
Antes de 1258 Monóvar contaba ya con escudo propio, aunque distinto del actual. El que ahora conocemos se compone de: dos leones rampantes, sosteniendo una flor de lis, tres castillos, en fondo blanco y los cuatro palos rojos de Aragón, todo ello sobre campo de plata, rodeado de un lema que dice: “La Muy Noble, Fiel, Ilustre Y Leal Ciudad de Monóvar” y rematado por una corona ducal.
Los símbolos que representan este escudo, según los estudios realizados por Juan Arroyo García y publicados en el Programa de Fiestas del año 1972, significan o se deben de interpretar así:
Al no dudar, por la valentía y cualidades heroicas de sus habitantes, el escudo ostenta la imagen de los leones, simbolismo que en heráldica significa vigilancia y autoridad.
Las rojas barras de Aragón se deben a Jaime I el Conquistador, que las agregó al escudo al dejar de pertenecer Monóvar a Castilla, en 1258, para incorporarse al Reino de Aragón.
La flor de Lis y los títulos de Muy Noble, Fiel, Ilustre y Leal fueron concedidos por Felipe V al haber sido Monóvar dueña de las primeras poblaciones que defendieron su causa en la Guerra de Sucesión contra el Archiduque Carlos de Austria.
Su corona ducal  fue otorgada por Felipe III de España, en 1609, en atención a ostentar el señorazgo de la Baronía de Monóvar la Duquesa de Pastrana, Doña Ana de Portugal Borja y Silva, Princesa de Melitto; y en este aspecto, tanto la reseña histórica del P. Vidal Tur, como en el trabajo histórico premiado el 6 de marzo de 1946 por la Comisión Gestora Municipal, a Don Luis Martínez Limorti, se ha de convenir que, en efecto, Doña Ana de Portugal no fue la Duquesa de Híjar, sino de Pastrana y esta confusión puede muy bien ser debida –como entiende el Martínez Limorti  a la confusión de ambos ducados, producida con posterioridad.

## Geografía
Ubicación
Monóvar tiene un amplio término municipal que, con 152 km² lo hacen el sexto más extenso de la provincia, tras los de Orihuela, Villena, Elche, Alicante y Jijona.
La ciudad está situada en el extremo oriental del municipio, dentro de la misma hoya geográfica que la conurbación de Elda-Petrel, formando parte de su misma área de influencia. De hecho, la distancia entre los polígonos industriales de El Pastoret en Monóvar y de Finca Lacy en Elda, es de tan sólo 1'5 km.
El casco urbano está construido sobre una colina en la que se encuentran el castillo y la ermita de Santa Bárbara, lo que hace que la zona antigua esté configurada por calles estrechas con una fuerte inclinación. Bajo de la colina creció un ensanche en la zona llana, con calles más amplias y algunas avenidas de mayor entidad, que permiten una mayor expansión urbana. Las zonas más nuevas de la ciudad se han construido en dirección a la Rambla del Salitre.
Monóvar dista 40 km de Alicante, 150 km de Valencia y 400 km de Madrid.
Localidades Cercanas
|               | Norte: Salinas Villena  |            |
| Oeste: Pinoso | Monóvar                 | Este: Elda |
|               | Sur: Novelda, La Romana |            |

Orografía
Como se indica más atrás, el núcleo urbano está situado al este del municipio, dentro del Valle del Vinalopó. En torno a la ciudad, se encuentran varias ramblas afluentes de dicho río. 
Al norte de la ciudad se encuentra la Sierra de la Umbría, compartida con Elda. Al oeste, se levanta una importante muralla montañosa, que separa la zona del valle, de la meseta que ocupa la zona central y occidental del municipio. Estas montañas son la Sierra de las Pedrizas, en primer plano; la Sierra de la Zafra, casi pegada a la anterior, aunque más hacia el oeste. Y la Sierra de Beties, próxima a las anteriores, aunque más al sur, en dirección a Novelda.
Todo el término municipal se encuentra partido en 2 por la mitad por la carretera comarcal CV-83, que lo cruza de este a oeste. Desde el casco urbano, cruzando por el pequeño desfiladero de Chinorla y tras subir el repecho de la Costera de Reig, se deja atrás las citadas montañas y se accede al altiplano, llamado el Plano del Mañán. Esta meseta, con una altura media en torno a los 600 m, ocupa toda la zona central y occidental del municipio. 
En el extremo noroeste, se encuentra la Sierra de Salinas, la más alta de la comarca, que forma otra muralla montañosa que separa el Alto Vinalopó. Al sur, se encuentra la Sierra del Reclot, también de gran envergadura, aunque de altura algo menor que la anterior. En las inmediaciones de esta, se encuentra el El Paraje Natural del Monte Coto. En la zona central se encuentra un macizo montañoso, formado por varias serranías y cerros, como la Sierra de la Sima, el Alto de Don Pedro, o Las Lomas. Una parte de la zona noreste del término, forma parte de la cuenca endorreica de la Laguna de Salinas.
En la zona centro y sur, hay otros pequeños montes y serranías, como la Sierra Centenera, la Sierra de la Taja, la Sierra del Chirivell, o el Monte Calafuig.
Clima
Monóvar presenta un clima mediterráneo semicontinentalizado, con inviernos fríos y veranos calurosos. En invierno se pueden presentar temperaturas bajo cero durante las olas de frío y precipitaciones en forma de nieve. En verano las temperaturas máximas pueden superar los 40 °C, y haber temperaturas medias mensuales superiores a los 25 °C. La pluviometría es de 494,6 mm. El verano es la estación más seca, con precipitaciones muy escasas, y en otoño se puede sufrir la gota fría, pudiendo dejar más de 100 mm en 24 horas. La temperatura media anual es de 15,2 °C. El número de horas de sol al año es de 2600 aproximadamente. La temperatura más baja registrada en la historia de Monóvar ocurrió durante la ola de frío de febrero del 1956, cuando ocurrió la ola de frío más severa que haya afectado España. Se alcanzaron los -9 °C en Monóvar durante la noche del 11 al 12 de febrero.
Flora
La vegetación ha conservado importantes restos del bosque autóctono mediterráneo, principalmente en el Paraje Natural del Monte Coto, con ejemplares de encinas, tejos y especies caducifolias. En otras masas forestales de repoblación predominan los pinares, que suponen el 85% de los bosques. Monóvar está en riesgo de desertización.
Los cultivos humanos predominantes desde tiempo inmemorial son el almendro, el olivo y la vid.
Fauna
Ante los rigores estivales que habitualmente azotan el término municipal de Monóvar, las aves y demás especies animales, especialmente mamíferos, se concentran en las proximidades de los pequeños oasis que suponen antiguos bebederos y abrevaderos de ganado, muchos de ellos hoy en desuso, pero manteniendo aportes de agua procedentes de la lluvia filtrada en el subsuelo.
No es excesivamente difícil observar gran cantidad de especies de aves (en lo que a vertebrados se refiere, el grupo más abundante en Monóvar es el de las aves). Una vez localizado un apostadero y siendo silenciosos y pacientes, ayudados por ropas que pasen desapercibidas con el entorno y unos simples prismáticos, se pueden observar aves como la tórtola, la perdiz, la curruca, el mirlo, el pito real, el ruiseñor, etc. generalmente esquivas, e incluso algún pequeño mamífero, como es el zorro, la jineta, el jabalí, el tejón, el gato montés, la comadreja, o la garduña. Podríamos ver también al erizo, el conejo o la liebre . Entre las rapaces, podremos observar el águila real, el águila perdicera, el ratonero común, el gavilán, el halcón peregrino y rapaces nocturnas, como el mochuelo, el búho real y el cárabo, además de reptiles tales como lagartos, lagartijas y culebras.

## Historia

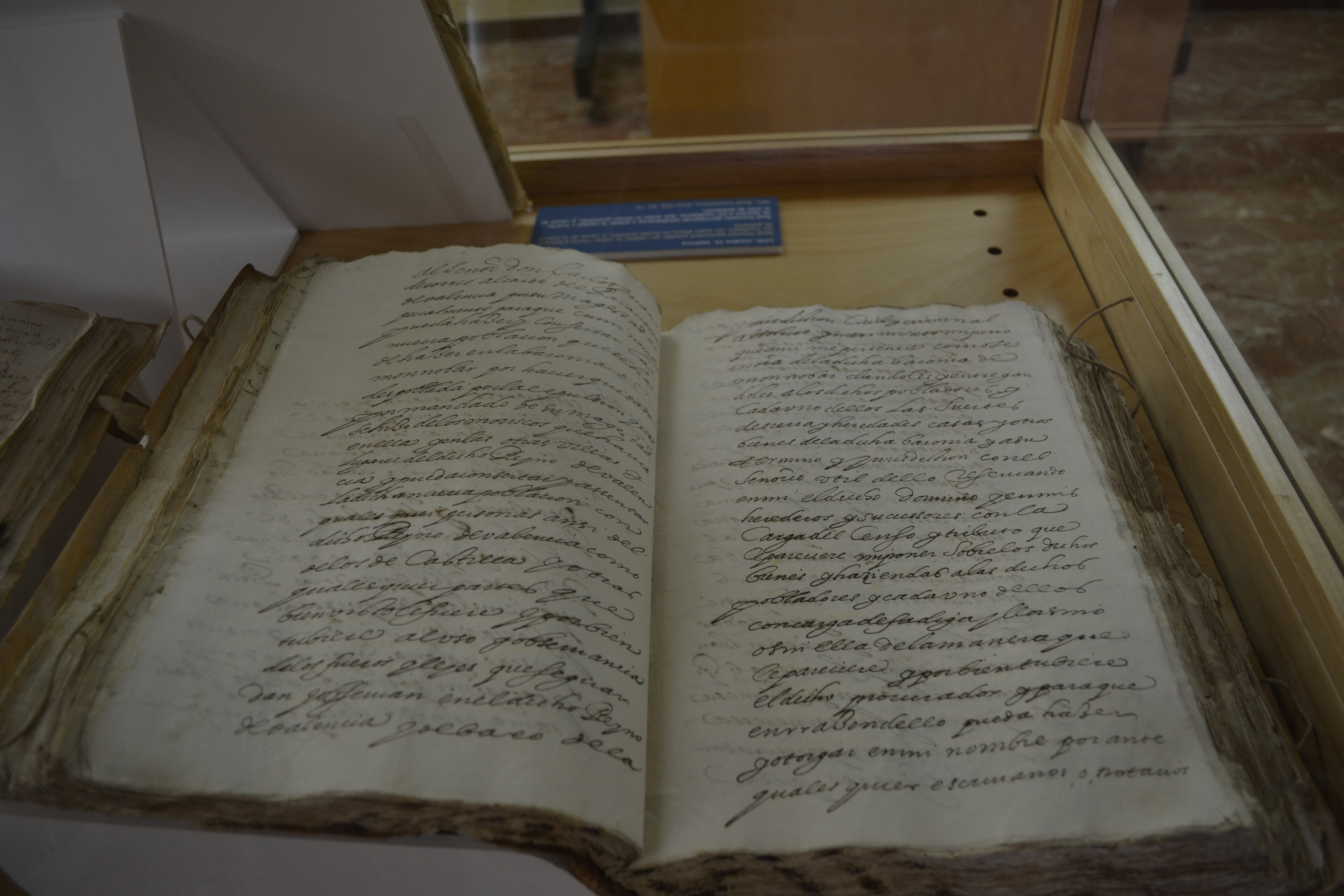
Carta Puebla de Monóvar (1611).

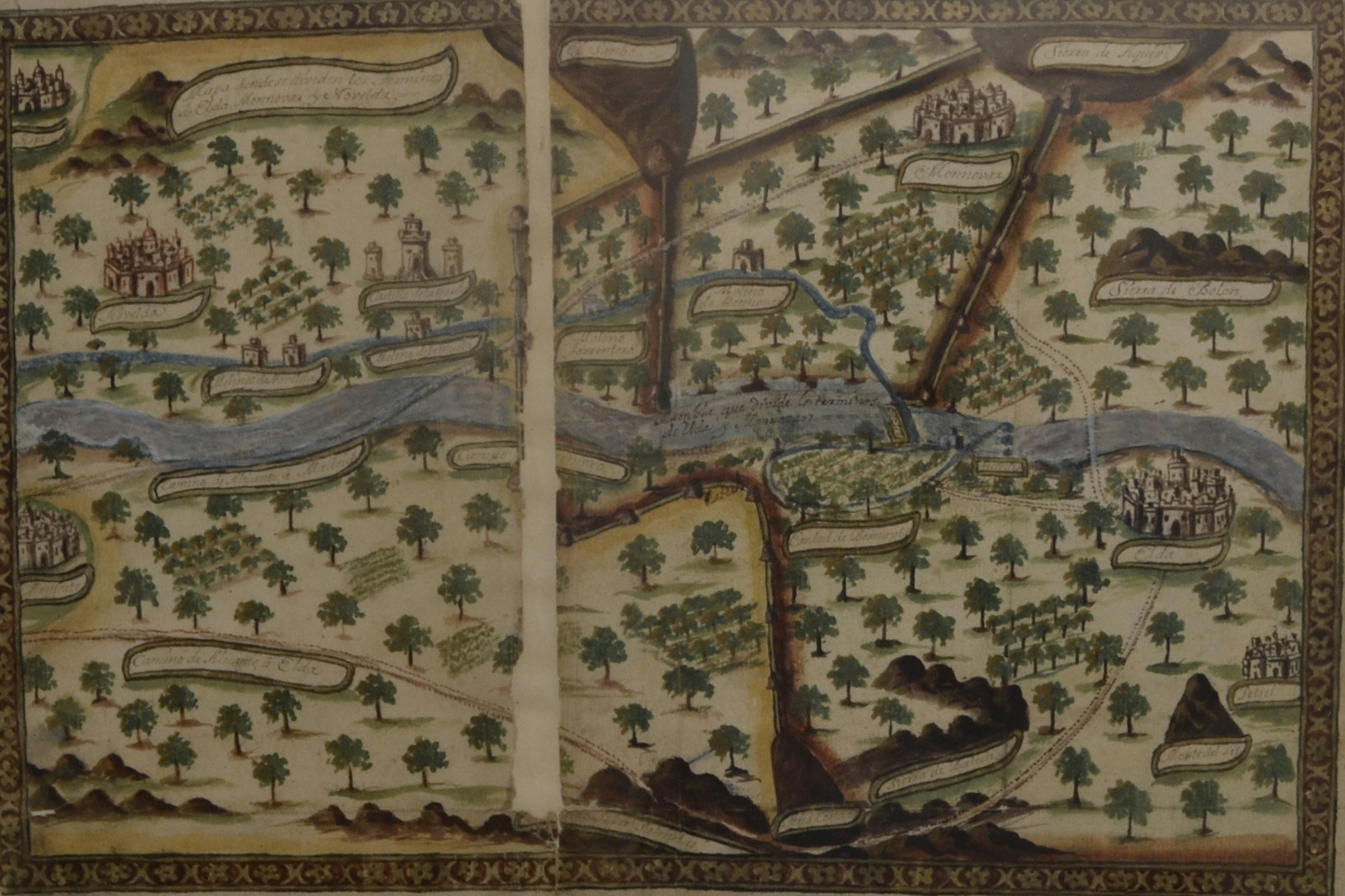
Mapa de la división de términos entre Elda, Novelda y Monóvar (1719).

El Cerro de Los Molinos es el asentamiento más antiguo de población que se conoce. De los romanos, además de una teoría sobre el topónimo del pueblo que dice que proviene del latín Mons Novar "monte nuevo", existen restos de una necrópolis. La otra teoría sobre el topónimo, que más apropiada, dice que viene del árabe manowar, "florecido". Precisamente árabe es el origen de la actual población.
Mediante el tratado de Almizra se incluyó en la zona de conquista castellana. En una fecha incierta entre el 1253 y el 1257, acabaría bajo la jurisdicción del Señorío de Villena, con el infante Manuel de Castilla como primer señor. Ante la sublevación sarracena que tuvo lugar en 1261, Alfonso X de Castilla, se vio obligado a solicitar la ayuda de su suegro Jaime I el Conquistador, el cual recuperó el lugar para el monarca castellano. Tras la invasión del castellano Reino de Murcia por Jaime II de Aragón, tuvo lugar un arbitrio que rectificaba las fronteras y que acabó con la inclusión de Monóvar en tierras valencianas. En el año 1328 Alfonso III dio la villa a Gonzalo García, que era su consejero y persona de confianza. Su familia mantuvo el señorío hasta que fue vendido a Pere Maça de Liçana en 1471. Fadrique de Portugal y Margarita de Borja, princesa de Mélito y duquesa de Pastrana son los propietarios a finales del siglo XVI.
En 1609, debido a la expulsión de los moriscos, pierde la totalidad de la población que ascendía a 45 familias moriscas que dependían del valle de Elda, por lo cual en 1611 Ana de Portugal y Borja, vigente señora del lugar, dio carta puebla a diferentes pobladores provenientes de lugares próximos. Posteriormente el señorío pasaría al ducado de Híjar, que había aglutinado el de Pastrana, y que durante la Guerra de Sucesión Española estuvo junto al de Anjou lo cual le fue recompensado, en 1705, con el título de Villa Muy Noble Fiel Ilustre y Leal.
El crecimiento en el siglo XVIII fue espectacular demográfica y económicamente, como lo demuestran los más de 200 telares que contabiliza Madoz en 1790. En el siglo XIX el ferrocarril y los vinos, que se exportaban a EE. UU., Francia, Alemania, Rusia, Dinamarca, Suecia y Noruega fueron la base del desarrollo local. En 1901 obtuvo el título de ciudad. La epidemia de filoxera de 1904 obligó a la burguesía a diversificar sus ganancias y así nació una industria que antes de 1920 ya contaba con fábricas de jabón, harina, calzado y mármol. La segunda mitad del siglo XX fue la de la consolidación industrial, sobre todo en el sector zapatero.

## Geografía humana

### Demografía
Cuenta con una población de 12 764 habitantes (INE 2024).
| Gráfica de evolución demográfica de Monóvar entre 1842 y 2021 |
| |
| Población de derecho según los censos de población del INE. Población de hecho según los censos de población del INE.En estos Censos se denominaba Monóvar: 1842, 1857, 1860, 1877, 1887, 1897, 1900, 1910, 1920, 1930, 1940, 1950, 1960, 1970, 1981 y 1991. |

La población de la ciudad es bastante constante y estable. Durante todo el siglo XX ha ido creciendo muy paulatinamente, con algunos descensos en diferentes épocas, pero siendo el balance general ascendente. El número de habitantes ha ido oscilando entre los 10 000 y los 13 000 sin que se haya observado ningún repunte ni descenso brusco.
Como características reseñables en cuanto a población, diremos que la población monovera presenta un crecimiento vegetativo o natural generalmente negativo, una esperanza de vida de 75,2 años para los varones y 81,6 años para las mujeres, una tasa de natalidad reducida y una tasa de mortalidad media que contrasta y se recupera con el mismo número aproximado de nacimientos. Cabe señalar que la población monovera cuenta con más mujeres que varones: 6413 varones frente a 6510 mujeres, también la llegada de inmigrantes que al tener más hijos hacen que se equilibre el número de nacimientos con las defunciones.
Una peculiaridad a destacar durante la última década es la llegada de inmigrantes procedentes del norte de Europa, generalmente jubilados y de origen británico, que están comprando casas y fincas en las pedanías y en zonas rurales del municipio, donde residen todo o gran parte del año.
| Evolución demográfica de Monóvar | Evolución demográfica de Monóvar | Evolución demográfica de Monóvar | Evolución demográfica de Monóvar | Evolución demográfica de Monóvar | Evolución demográfica de Monóvar | Evolución demográfica de Monóvar | Evolución demográfica de Monóvar | Evolución demográfica de Monóvar | Evolución demográfica de Monóvar | Evolución demográfica de Monóvar | Evolución demográfica de Monóvar | Evolución demográfica de Monóvar | Evolución demográfica de Monóvar | Evolución demográfica de Monóvar | Evolución demográfica de Monóvar | Evolución demográfica de Monóvar | Evolución demográfica de Monóvar | Evolución demográfica de Monóvar | Evolución demográfica de Monóvar |
| 1857                             | 1887                             | 1900                             | 1910                             | 1920                             | 1930                             | 1940                             | 1950                             | 1960                             | 1970                             | 1981                             | 1991                             | 2001                             | 2006                             | 2007                             | 2008                             | 2009                             | 2011                             | 2017                             |                                  |
| -------------------------------- | -------------------------------- | -------------------------------- | -------------------------------- | -------------------------------- | -------------------------------- | -------------------------------- | -------------------------------- | -------------------------------- | -------------------------------- | -------------------------------- | -------------------------------- | -------------------------------- | -------------------------------- | -------------------------------- | -------------------------------- | -------------------------------- | -------------------------------- | -------------------------------- | -------------------------------- |
| 8640                             | 8792                             | 10 601                           | 11 243                           | 10 377                           | 9799                             | 9933                             | 9979                             | 10 393                           | 10 348                           | 11 111                           | 12 137                           | 11 916                           | 12 841                           | 12 923                           | 13 056                           | 13 060                           | 12 873                           | 12 177                           |                                  |

Urbanísticamente, cabe destacar que la proximidad de Monóvar al casco urbano de Elda, se ha visto aumentada últimamente debido a la sucesión urbana que suponen los polígonos industriales de ambas ciudades, situados casi conjuntamente. Pese a que los núcleos de población principales están separados, la cercanía en la que se encuentran los polígonos industriales de Pastoret y Finca Lacy hacen que Elda, Petrel y Monóvar se encuentren en una sucesión urbana casi continua. De hecho las tres poblaciones comparten servicio de autobús urbano, actuando como el germen de una pequeña futura área metropolitana.

### Pedanías
El extenso municipio de Monóvar cuenta con numerosas pedanías y aldeas. Todas ellas son pequeños núcleos de población que se encuentran en diferentes puntos del entorno rural, y que crecieron tiempo atrás en torno a alguna parroquia, alguna masía o fincas dedicadas a la agricultura. La población que vive en ellas es muy escasa, casi siempre de la tercera edad. No obstante muchas casas están siendo reformadas como segunda residencia. Las pedanías oficiales, es decir, las que cuentan con un Alcalde Pedáneo, son 5:
- Casas del Señor

Se encuentra al oeste del municipio, al pie del Monte Coto. Cuenta con 253 habitantes. Tiene como patrona a la Virgen del Remedio.
- Chinorlet

Se encuentra al oeste del municipio, junto a la carretera CV-83. Cuenta con 197 habitantes. Celebra sus fiestas en honor de la Virgen del Rosario y el Sagrado Corazón de Jesús.
- Cañadas de Don Ciro

Se encuentra en el extremo norte del municipio, al pie de la Sierra de Salinas. Tiene 37 habitantes. Celebra sus fiestas en honor de la Virgen de Fátima.
- Hondón-Mañán

Pese a que son dos aldeas diferenciadas, comparten alcalde pedáneo. Tienen censados 232 habitantes
- La Romaneta

Se encuentra al sur del municipio, junto a la Sierra del Reclot. Tiene 190 habitantes.
- Existen otras zonas pobladas más reducidas sin rango de pedanía, tales como Casas de Juan Blanco, Derramador, Zafra, Chinorla, las Peñetes o La Solaneta.

### Economía
En la antigüedad, la agricultura representaba la actividad más importante de la zona. El campo de Monóvar lo forman tierras muy extensas, en su gran mayoría de secano, donde la vid y el almendro ocupaban buena parte de las tierras de labranza. Esto permitió que en la ciudad surgiera una importante industria vitivinícola que llega hasta nuestros días. Los vinos monoveros, se encuentran dentro de la Denominación de Origen Alicante, y se fabrican en sus bodegas desde hace siglos algunas variedades como el Moscatel, o el exclusivo Fondillón, que fue uno de los vinos más célebres y prestigiosos de la Europa medieval.
Durante el siglo XVIII la ciudad vive su mayor auge económico gracias a la industria del telar. En un censo del año 1790 se contabilizan 200 telares de lienzo, y 130 de sargas, lana y algodón.
En 1904 a raíz de la plaga de filoxera que afectó a las vides, la burguesía monovera comienza a dar otro enfoque a sus negocios. Comienzan de este modo a surgir industrias variadas, con fábricas de productos tales como jabón, mármol, harina y calzado.
Durante la segunda mitad del siglo XX y hasta nuestros días, se ha seguido manteniendo una importante industria de elaboración de vino, y transformación de otros productos agrarios, como frutos secos. La industria del calzado y la marroquinería es la que más se ha desarrollado y una de las que más empleos genera. Se dan también algunas otras industrias diversas a menor escala, como de juguetes, muebles de jardín u otros talleres de productos artesanos, tales como cestas de mimbre, elaboraciones de encaje de bolillos o fabricación artesana de barriles para el vino.
Durante la última década se ha construyó el Polígono Industrial El Pastoret, situado al este de la ciudad, a muy pocos kilómetros de distancia de la autovía A-31.

## Política

### Época democrática
| Periodo   | Nombre                                                | Partido      |
| --------- | ----------------------------------------------------- | ------------ |
| 1979-1983 | Enrique Peiró Navarro                                 | PSPV-PSOE    |
| 1983-1987 | Enrique Peiró Navarro                                 | PSPV-PSOE    |
| 1987-1991 | Luis Fernando Pérez Picó                              | CDS          |
| 1991-1995 | Enrique Peiró Navarro José Ginés Rico                 | PSPV-PSOE    |
| 1995-1999 | Juan Emilio Amorós Cantó José Ginés Rico              | PP PSPV-PSOE |
| 1999-2003 | Juan Emilio Amorós Cantó                              | PP           |
| 2003-2007 | Juan Antonio Buendicho Romero Salvador Poveda Bernabé | PSPV-PSOE PP |
| 2007-2011 | Salvador Poveda Bernabé                               | PP           |
| 2011-2015 | Salvador Poveda Bernabé Natxo Vidal Guardiola         | PP PSPV-PSOE |
| 2015-2019 | Natxo Vidal Guardiola                                 | PSPV-PSOE    |
| 2019-2023 | Alejandro García Ferrer                               | PSPV-PSOE    |
| 2023-act. | Lorenzo Amat Poveda                                   | PSPV-PSOE    |

## Cultura

### Himno
El himno a Monóvar lleva por título "Canta monovero tu canción". La letra es del año 1927 y es obra de Queremón Alfonso. La música fue compuesta por Pascual Camps y J. Monzonís, y dice así:
Canta monovero tu canción,
la canción de las viñas frondosas,
de las mieses cuajadas de oro.
Canta, canta la ciudad hermosa.
Y en cada estrofa pon, monovero
la delirante viva emoción
que por Monóvar sienten sus hijos.
Canta monovero tu canción.
Tiene mi pueblo como bandera,
paz y trabajo que dan amor,
como patrona tiene a la virgen
remediadora contra el dolor.
Monovera que cuida del lar
labradora gentil y garrida,
que teje guirnaldas de espuma
y trabaja y alegra la vida monovera.
Que luces refajo,
corpiño de encajes y flores.
Peinetas de oro que brillan al sol
mariposas de luz y colores.
Canta monovero tu canción
la canción de las viñas frondosas
de las mieses cuajadas de oro.
Canta, canta a la ciudad hermosa.
Y en cada estrofa pon, monovero,
la delirante viva emoción
que por Monóvar sienten tus hijos.

### Trajes típicos
Es difícil concretar la fecha exacta del nacimiento del actual traje, que es considerado típico. Sí se tiene la certeza que en el siglo XIX, se vestía tal y como ha llegado a nuestros días. Estos trajes, pero con ligeras variaciones, también se utilizan en poblaciones cercanas.
Hombre
En el hombre existen tres vestimentas que eran las más utilizadas en la zona:
- Traje de faena:

Se compone de una camisa de manga larga, blanca o de rayas. También puede llevar blusa negra o chaleco de color. El pantalón es de pana, marrón o negro y largo. Una faja a la altura de la cintura, unas alpargatas de esparto y un pañuelo de cuadros anudado al cuello completan la vestimenta, que se complementa con un sombrero de paja.
- Traje de gala de verano:

Camisa blanca de manga larga, con pechera de encajes, acompañado de chaleco negro, con espalda de raso y delanteros bordados, complementado con botonadura de fantasía. El pantalón es negro de paño, por la rodilla, con botonadura lateral y encaje en los camales. Se complementa con faja roja, medias blancas caladas con diferentes dibujos. Y como calzado, alpargatas de esparto o cáñamo con cintas negras, o zapato negro.
- Traje de gala de invierno:

La parte superior es semejante a la del traje de verano, es decir, camisa blanca de manga larga, con pechera de encajes, acompañado de chaquetilla corta de terciopelo negro con botonadura en delantero y bocamanga, de nácar, perlas o fantasía. El pantalón es negro de terciopelo por la rodilla, con botonadura lateral. La faja es azul y las medias de lana blanca y lisa. Como calzado, zapato negro con hebilla. Se complementa con pañuelo negro, plegado a la cabeza.
Mujer
Solo un traje compone la vestimenta tradicional de la mujer monovera:
- Traje de gala de verano, más conocido en Monóvar como refajo travessat:

La ropa interior está constituida por, calzón blanco por la rodilla con encajes y enaguas blancas con volantes y encajes.
La parte superior consta de: Jubón blanco, con cuello a caja y mangas de raso en colores pálidos, cubiertas con encajes blancos de blonda y ceñidos al codo con lazo del mismo color que la manga. Sobre el jubón, el mantón de gran tamaño de colores claros u oscuros y con dos picos opuestos bordados. Recogido de forma típica con originales pliegues sujetos con alfileres, cruzado por delante, remarcando el talle de la mujer y anudado detrás.
La parte inferior la constituye una falda de lana hasta el tobillo, dispuesta en franjas horizontales, con plisado a la plana en vivos colores, que comprenden las gamas de rojos verdes y marrones. Esta falda es llamada en la ciudad "refajo travessat". Encima de la falda se lleva un delantal con forma peculiar de raso y del mismo color que las mangas, con bordados y encajes alrededor y anudado con un lazo de raso a la parte izquierda. Las medias son blancas caladas con dibujos y se sujetan con ligas. Los zapatos son blancos abotinados.
Los aderezos son de estilo barroco y los componen: pendientes, agujones, una peineta en el pelo y un broche. Los collares son de coral y perlas.
El peinado se realiza con una raya al lado izquierdo, ondas muy marcadas y moño en la nuca. En la parte izquierda se coloca un ramillete de flores blancas y rojas; generalmente rosas, jazmines y claveles.

### Artesanía: encaje de bolillos
La mujer monovera ha practicado con destreza desde tiempos atrás el oficio del encaje de bolillos. No obstante, hay que reseñar que lo que otrora fuera más bien un oficio, se ha ido transformando con el tiempo en una tradición y artesanía popular.
Se denomina encaje a un tejido decorativo de hilos finos (metal, seda, lino, algodón, etc.), que se fabrica con aguja, bolillos, ganchillo o bien a máquina, sin tener otro tejido o red independiente que le sirva de apoyo. Dentro de esta amplia definición de encaje podemos decir que el encaje monovero es un encaje de bolillos realizado a mano entrelazando hilos sobre una almohada siguiendo un dibujo previamente realizado en cartón o picado.
En la actualidad existen bastantes jóvenes que siguen la tradición, debido a que hasta hace pocos años Dª Pilar Verdú estaba al frente de una pequeña academia que enseñaba esta forma de tejer; además, también se podía aprender esta habilidad en la escuela de Pepi.
Cabe decir que los utensilios más modernos que hoy en día se utilizan para realizar el encaje de bolillos fueron inventados en madera por D. Enrique Corbí Marín, más conocido como Enrique Cardosa, ya que a mitad del siglo XX poseía el monopolio de la carpintería en Monóvar.

## Patrimonio
La ciudad se asienta en la vertiente de una montaña y sus calles conservan la memoria de su historia, especialmente en la gran cantidad de edificios del siglo XVIII. Dignos de mención son:

### Ayuntamiento
De estilo académico, empezó a construirse el año 1845, derribándose el antiguo edificio que, desde 1682, alojaba la cárcel y la sala del consejo. Esta función, como sala del consejo, es la que le da nombre a la plaza de la Sala, donde se sitúa la fachada principal. Con planta sensiblemente cuadrada y tres niveles, las fachadas se ordenan alrededor de ejes de simetría formando una interesante composición de huecos. El exterior es de piedra con cubierta a cuatro aguas rematada con una torre en el centro del edificio. Destaca el balcón corrido del primer piso en la fachada principal donde se sitúa la Sala de Plenos, así como la combinación de ventanas y balcones en las fachadas laterales. En el interior destacan el vestíbulo de entrada con la escalera abierta en dos brazos y situada de forma exenta en posición centrada respecto al eje de simetría del conjunto y los artesonados de los techos.

### Iglesia Arciprestal de San Juan Bautista

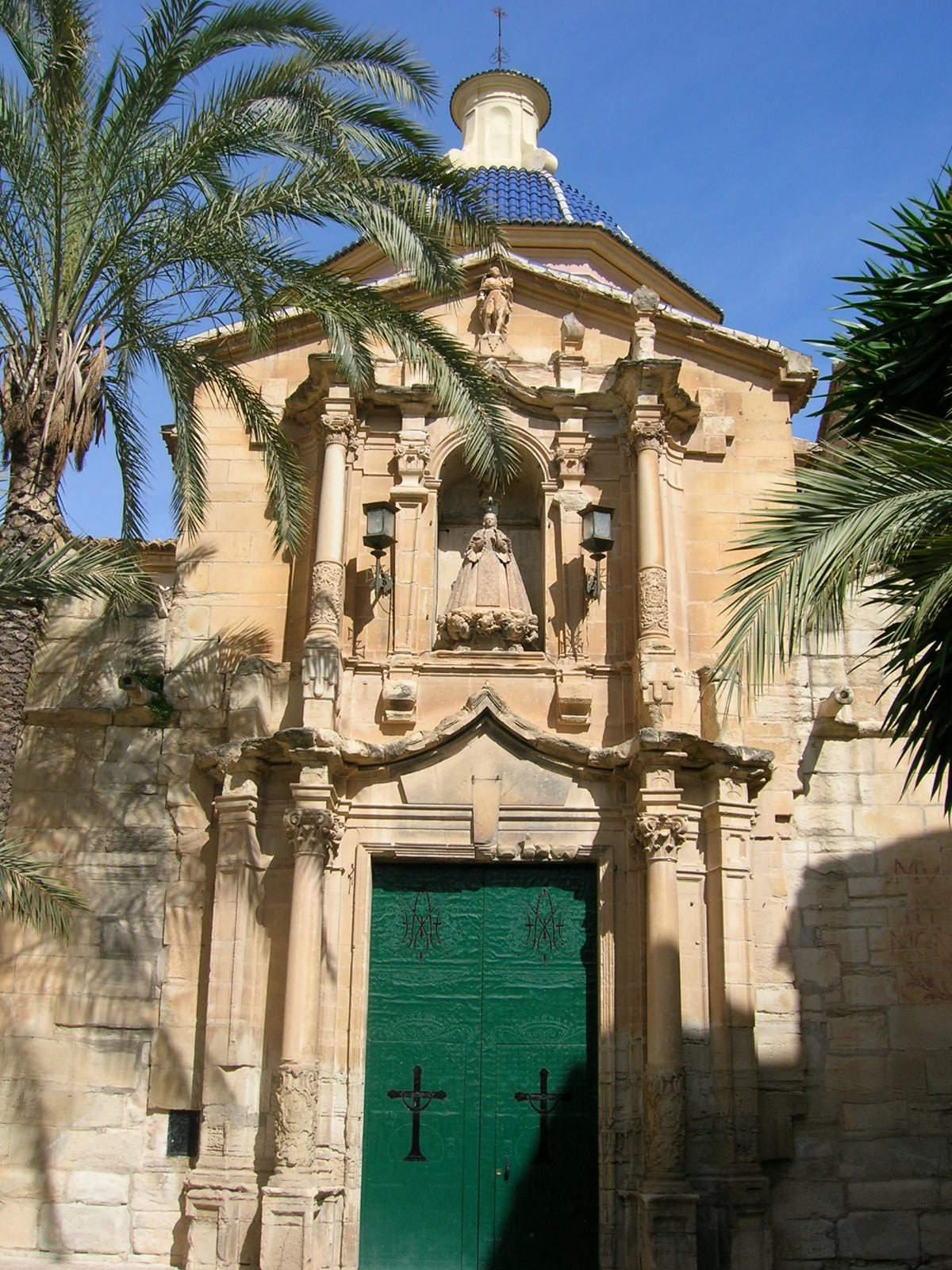
Iglesia San Juan Bautista

Se inicia su construcción el 19 de abril del año 1751, según Pascual Madoz. De estilo barroco con influencias neoclásicas; tiene dos torres, una de ellas inacabada, presenta planta de cruz latina. La nave principal está cubierta por una bóveda de cañón seguido con cúpula semiesférica, mientras que las dos naves laterales alojan las capillas donde se veneran diversas imágenes. En el crucero, en el lado de la Epístola, se halla adosado un órgano construido en 1771 por Julián de la Orden y del cual se conserva la bellísima caja barroca construida por Joseph Martín. Posteriormente en 1893 Albert Randeynes instala un nuevo órgano de estilo romántico, constituyendo en la actualidad uno de los instrumentos más importantes de la comunidad Valenciana y el primer órgano con pedal de 27 notas que se instala en la provincia de Alicante. Por el lado del Evangelio, se accede a la Capilla de la Virgen del Remedio. tiene entrada propia, por el jardinet, estando su portada presidida por una imagen de la titular esculpida en 1765. En su interior; un interesante retablo de madera dorada y policromada, recientemente restaurado, obra realizada en 1774 por el escultor Francisco Mira aloja el camarín con la imagen de la patrona de Monóvar presidiendo la capilla de la que destaca también su cúpula sobre pechinas. Ostenta el rango arciprestal desde 1851.

### Ermita de Santa Bárbara

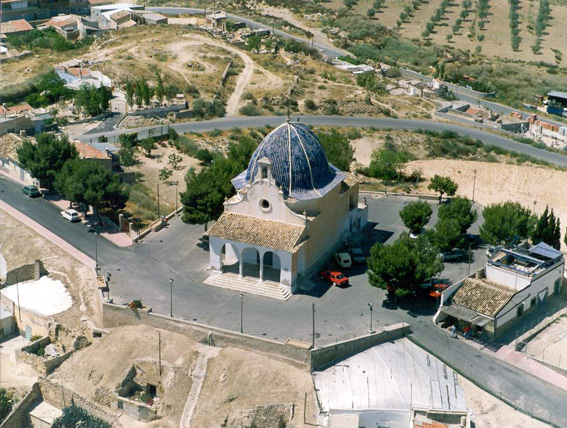
Ermita de Santa Bárbara.

Edificada sobre una de las dos colinas que dominan la ciudad, se divisa desde la lejanía, y dibuja, junto con el castillo y la Torre del Reloj, la silueta característica de Monóvar.
Fue construida, sobre un gran basamento de piedra, a finales del siglo XVIII. El estilo de la ermita sigue modelos del barroco valenciano. Es la única de la diócesis que utiliza la curva, y sus autores pueden ser José Gonzálvez de Coniedo o Lorenzo Chápuli. Es de forma octogonal, y en su interior, en forma de elipse, decorado con guirnaldas lineales, cenefas y motivos florales, florones en relieve y pilastras corintias, alberga la imagen de la Santa. A la puerta principal se accede por una escalinata, a través de un atrio compuesto por tres arcos de medio punto. La cubierta es una gran cúpula sin tambor de teja de color azul.
Desde la explanada de la ermita se contempla una amplia panorámica de los valles del Vinalopó, con Elda, Petrel y Novelda al fondo.
Fue declarada Monumento Histórico-Artístico de carácter local en el año 1983 por la Academia de San Fernando.

### Iglesia conventual de los Capuchinos
El origen de su fundación data de 1729 cuando los frailes capuchinos toman posesión de unas casas para fundar un hospicio, bajo el patrocinio del duque de Híjar. En 1835, como consecuencia de la desamortización fue abandonado. De esta fundación, actualmente solo se conserva la iglesia conventual, bajo la advocación de Nuestra Señora del Pilar. La planta es de cruz latina con crucero señalado por la interrupción de las capillas laterales abiertas entre los contrafuertes. Destaca la gran altura de la nave, cubierta con una bóveda de cañón con lunetos ciegos.

### Teatro Principal
Funcionó como teatro y cine hasta que se cerró a finales de la década del los 80. Adquirido por el Ayuntamiento, su rehabilitación empezó en el año 1992 y se inauguró recientemente en las Fiestas de septiembre de 2002.
Su construcción data de 1857 a iniciativa de un grupo de personas acomodadas de Monóvar que querían dotar a la ciudad de un espacio donde se pudieran contemplar espectáculos teatrales y musicales. El edificio proyectado por el arquitecto José Ramón Mas y aprobado por la Real Academia de Nobles Artes de Valencia, fue inaugurado el 7 de septiembre de 1858. Su planta, típica de los teatros a la italiana, con una caja como escenario, donde se ubica la tramoya y el patio de butacas, y palcos y plateas bien diferenciados del espacio escénico, ha sufrido diversa reformas. La más significativa fue la realizada en 1953, cuando se adapta para proyecciones cinematográficas y pierde su configuración de herradura.

### Torre del Reloj

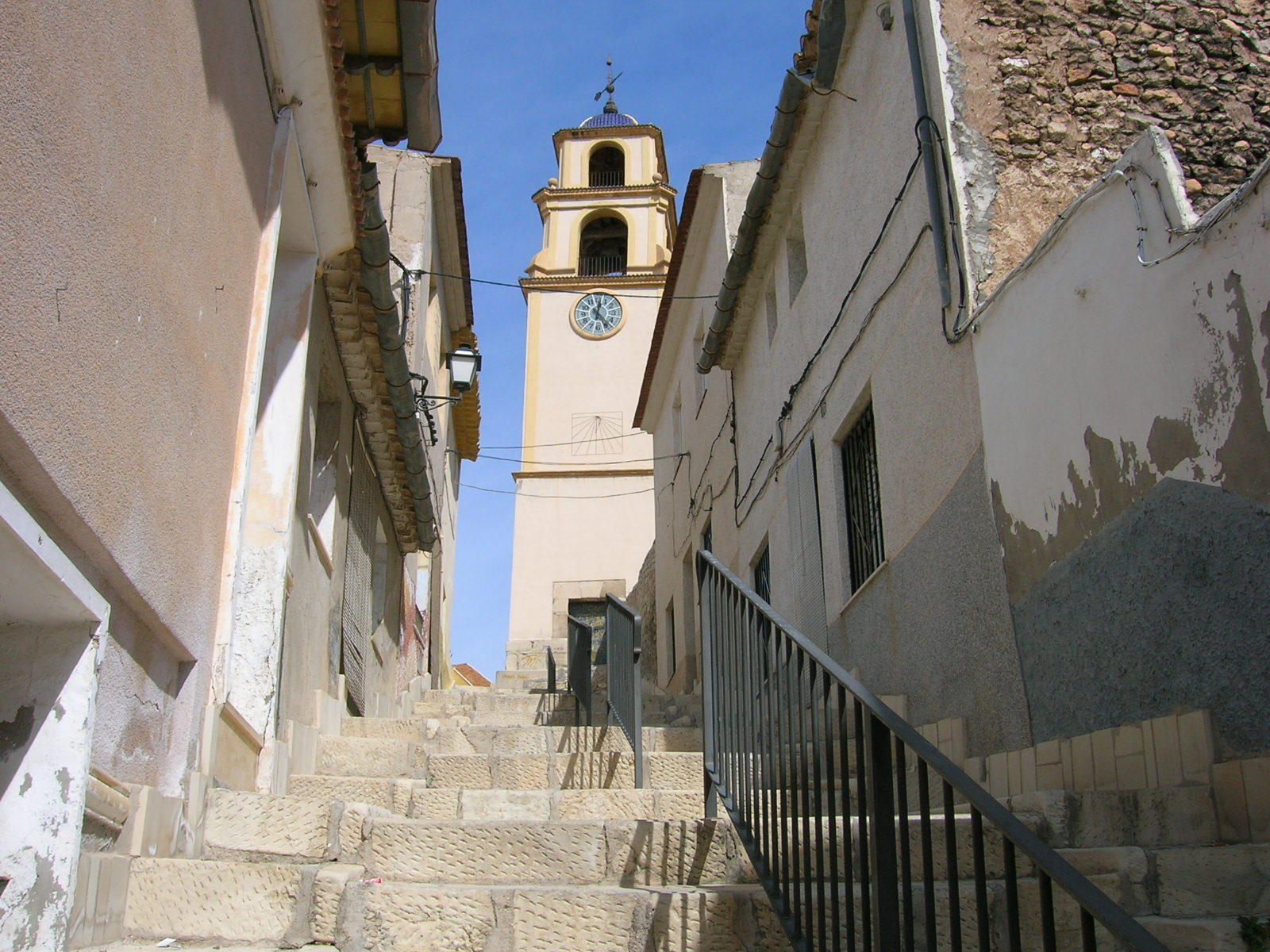
Escalinata y Torre del Reloj

Construida en 1734 por el maestro alicantino Tomás Terol, se sitúa sobre un montículo, al final de una calle empinada, con los cuerpos inferiores ligeramente inclinados. Es un buen ejemplo de torre exenta, muy poco habitual en el sur valenciano, destinada exclusivamente a fines civiles: alojar el reloj de la ciudad y sus campanas. Mide 18 metros de altura. Es de planta cuadrada y consta de cuatro cuerpos decrecientes en tamaño según se elevan. En el segundo cuerpo se dispone el reloj de sol, y encima de éste, el mecánico. Los dos últimos cuerpos, perforados por arcos alojan las campanas. Una simple decoración con bolas aparece en el último cuerpo, que remata con la característica cúpula de teja azul vidriada y una veleta.

### Castillo de Monóvar

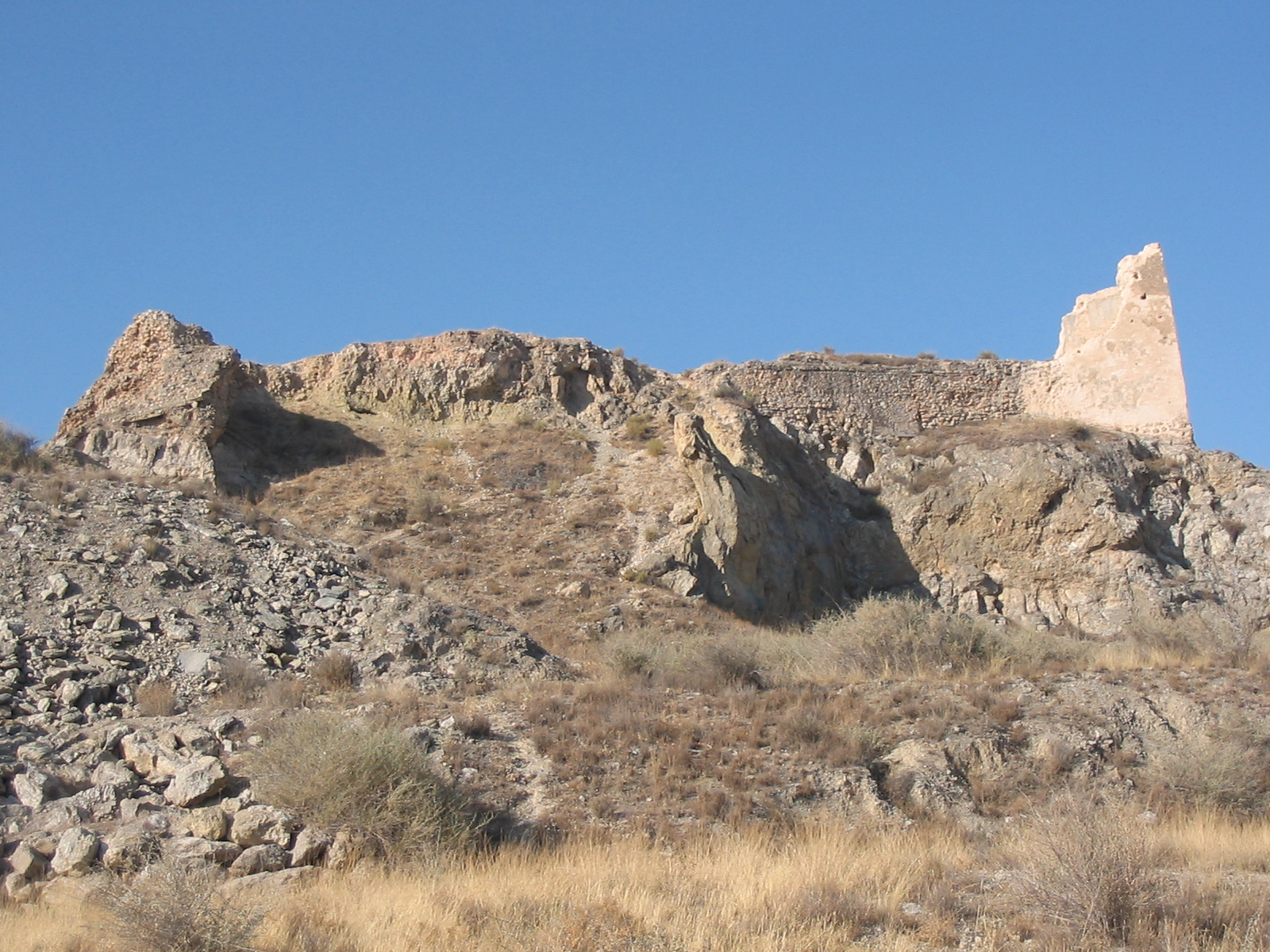
Castillo de Monóvar

El Castillo de Monóvar se alza sobre una de las dos colinas que dominan la localidad del mismo nombre, al noreste de la población, en la provincia de Alicante.
Con el Tratado de Almizra, Monóvar quedó dentro de la zona castellana, aunque bajo el reinado de Jaime II se rectificaron los límites entre los reinos de Murcia y Valencia, quedando Monóvar incluida en el reino valenciano. En 1328 Alfonso III donó la villa a su consejero Gonzalo García, cuya familia detentó el señorío hasta que en 1471 se vendió a Pedro Maza de Lizana. A finales del siglo XVI pasó a propiedad de Fadrique de Portugal y Margarita de Borja, quien en 1611 otorgó nueva carta de población tras la expulsión de los moriscos. Posteriormente el señorío pasaría al ducado de Híjar. Durante la Guerra de Sucesión fue partidaria de Felipe V, por lo que éste la recompensó con el título de villa. En 1900 recibió el de ciudad.
El Castillo de Monóvar fue construido en época almohade, entre finales del siglo XII y principios del XIII, y fue utilizado hasta principios del siglo XVII. Disponía de una privilegiada situación, desde la que dominaba la red de fortificaciones que jalonaba el río Vinalopó, (los castillos de Elda, La Torreta de Elda y Petrer), así como la vía de comunicación del corredor Pinoso-Jumilla, salida natural hacia Murcia y Andalucía.
Se trataba de un castillo de planta irregular, semejante a un triángulo. En el centro se encuentra la torre del Homenaje, donde también había un aljibe. También pueden verse restos de una torre más pequeña en la cara norte, y algunos lienzos de la muralla.
En las excavaciones arqueológicas que se han realizado en la colina donde se erigía el castillo, se han encontrado restos arqueológicos de la Edad de Bronce, fragmentos de cerámica almohade de los siglos XII y XIII, una pieza de joyería de los siglos XV o XVI y fragmentos de jarras, platos y escudillas del siglo XIV en adelante.
El Castillo de Monóvar se encuentra en ruinas y solo conserva parte de una torre, restaurada recientemente. El tipo de suelo arcilloso en el que se asienta ha ocasionado deslizamientos de tierras y desprendimientos de laderas, en especial en la vertiente sur del cerro. En su ladera norte existen antiguas cuevas para la explotación de yesos que también han contribuido al progresivo deterioro de sus estructuras, junto al paso del tiempo y la dejadez.

### Museo de Artes y Oficios Monoveros
El Museo de Artes y Oficios de Monóvar fue fundado el año 1969 por José María Román Amat "Pita". Todas las piezas del museo fueron recogidas e inventariadas por su creador, dando como resultado una de las colecciones etnográficas más singulares de la Comunitat Valenciana. 
En el museo podremos encontrar una gran variedad de objetos que sintetizan, desde la perspectiva local, el tránsito de las sociedades tradicionales al mundo globalizado. La colección permanente está dividida en diferentes ámbitos temáticos vinculados a la relación de los monoveros y monoveras con su entorno más cercano. El legado del museo – en todo su conjunto- nos ayuda entender la riqueza y variedad del patrimonio cultural monovero, estableciendo un vínculo generacional entre las sociedades de ayer y las de hoy.

### Plaza de Toros de Monóvar
La plaza original tenía capacidad para 5000 personas. Su construcción comenzó en 1911.
Al terminar la Guerra Civil fue transformada en campo de concentración de detenidos por el bando vencedor, manteniendo ese carácter hasta noviembre de 1939. El coso reanudó su originaria actividad de celebración de festejos taurinos de 1941 a 1968.
Fue reinaugurada el 9 de septiembre de 2002 después de una gran remodelación, aunque manteniendo su estructura original. Es conocida con el sobrenombre de "La joya del Vinalopó". Suelen tener lugar en ella corridas de diversa índole en el mes de marzo y cada 9 de septiembre en honor a la Patrona de Monóvar, la Virgen del Remedio.

### El Fondó de Monóvar y el final de la Segunda República
El 6 y el 7 de marzo de 1939 la pedanía monovera del Fondó entró en la historia, ya que desde su aeródromo se marcharon hacia el exilio las personalidades políticas y militares más importantes del gobierno de la II República, entre ellas, Dolores Ibárruri Gómez, conocida como La Pasionaria o el presidente del Gobierno, Juan Negrín.

### Los Socarrats
Los Socarrats son un tipo de decoración ornamental muy singular que podemos encontrar en algunas casas de Monóvar. Se fabricaban de barro cocido y se pintaban en óxido de hierro. Se ponían en los aleros de las casas con una finalidad decorativa e informativa. La tipología de los socarrats es muy variada, solían indicar detalles sobre la vida de los propietarios o la fecha de construcción de la casa.  En otras ocasiones, también se decoraban con motivos vegetales, simbólicos, animales o geométricos. 

### Iglesia de laVirgen del RemediodeCasas del Señor
Pequeña iglesia situada en la pedanía monovera de las Casas del Señor o Cases del Señó (Cases del Senyor, en valenciano).

### Otros
Varias casas de interés arquitectónico como la Sociedad Cultural Casino de Monóvar (1880); Casa de Las Bolas y Casa de los Tortosa (ambas del siglo XX) o el Hogar del Pensionista, restaurado para este uso.

## Gastronomía
Éstos son los platos más típicos: gazpacho, fasegures, arroz con conejo, caracoles, ajos (acompañados de su tradicional picat), gachamiga también llamada harina frita y olleta de San Antoni
La dieta tradicional de esta zona puede incluirse en la ahora tan exaltada dieta mediterránea, por incluir el aceite de oliva (siempre cultivado y elaborado en estas tierras), cereales como el trigo y el arroz, frutas, frutos secos como la almendra, aceitunas, verduras y hortalizas, aves y conejos, carne de cordero, queso fresco de cabra, pescado en salazón, caracoles... Sin embargo, no es tradición consumir mucho pescado fresco, aunque el mar no se encuentra a mucha distancia.
Hay que destacar el sabor característico de los alimentos cocinados al fuego de sarmientos (la leña procedente de la poda de las ramas de las cepas de la viña, con la cual se hacía el fuego, y que producía brasas rápidamente).
Algunos platos típicos de Monóvar son: ajos, arroz con conejo y caracoles, pichón, perdiz o pollo de corral, cordero a la brasa, fasegura, habichuelas en salsa, frito de conejo, gachamiga, gazpachos, olleta de San Antonio, blandas, que pueden acompañarse de los excelentes productos de las bodegas monoveras, que hoy elaboran todo tipos de vinos, con denominación de origen Alicante: tintos, blancos y rosados, además de mistela y moscatel, o el famoso Fondillón.
Hay que destacar también los tradicionales embutidos (longanizas, morcillas de cebolla, longaniza de pascua...), y una gran variedad de pastas típicas, como la torta boba, las toñas, la torta de manteca, los almendrados, los suspiros, los sequillos y las rosquilles de aguardiente. Aunque la ciudad tiene una larga tradición en la elaboración de licores, actualmente no se conserva ningún obrador que fabrique licores típicos de Monóvar como el Cantueso y el anís.

## Fiestas
Festividades durante el año.

|-----

Festividades durante el año.

|            | |
| Enero      | 5 Reyes (cabalgata) \| Romería de San Antón \| Mona |
| Febrero    | 2 Candelaria \| Última luna llena de invierno Carnaval \| Mona                                                                                                 |
| Marzo      | 1º fin de semana Media Fiesta (Mitja Festa) \| 19 San José \| San Vicente Ferrer \| Mona                                                                       |
| Abril      | |
| Mayo       | Semana de la Salud |
| Junio      | Gala del Deporte |
| Julio      | 2ª semana Fiestas en Cañadas de Don Ciro \| Fiestas en Derramador \| 1ª semana Fiestas en Hondón                                                               |
| Agosto     | 1ª semana Fiestas en la Romaneta \| 2ª semana Fiestas en Casas del Señor \| 3ª semana Fiestas en Chinorlet \| Última semana Fiestas en Barrio de Santa Bárbara |
| Septiembre | Del 6 al 10 Fiestas de Septiembre en honor a la Virgen del Remedio                                                                                             |
| Octubre    | 9 Día de la Comunidad Valenciana \| 12 Día de la Hispanidad \|                                                                                                 |
| Noviembre  | 1 Todos los Santos Difuntos (Tots els Sants) \| 25 y última semana Feria de Santa Catalina                                                                     |
| Diciembre  | 24 Mochilleros y Nochebuena \| 25 Navidad |

### Fiestas Patronales
Se celebran del 6 al 10 de septiembre, en honor a la patrona y alcaldesa honorífica de Monóvar, la Virgen del Remedio.
En su organización participa la Junta Festera de Monóvar, fundada en 2015 y sucesora de la anterior Comisión de Fiestas.
- Día 6 de septiembre: la Alborada (l'Alborada, en valenciano)

Los actos más relevantes son: el Pregón de las Fiestas, el izado de banderas al son de los himnos correspondientes, la visita a la Virgen del Remedio (y canto del Salve Regina), castillo de fuegos artificiales disparados desde la ermita de Santa Bárbara, Barracas Populares (garitos) y conciertos y verbenas diversas en la S.C. Casino de Monóvar, la plaza de la Sala, el parque de la Alameda...
- Día 7 de septiembre: la Víspera (la Vespra, en valenciano)

Los actos más relevantes son: el volteo de campanas, el bou en corda por las calles, el pasacalles matutino, el Concurso de Gachamigas del Hogar del Pensionista de Monóvar, los Gigantes y Cabezudos, (Nanos i Gegants en valenciano), el Vermú, la Vaca en la Rambla, la Ofrenda de Flores y Frutos a la Virgen del Remedio, la mascletá nocturna, Barracas Populares (garitos), Barraca Light (para menores de 16 años) y conciertos y verbenas diversas en la S.C. Casino de Monóvar, la plaza de la Sala, el parque de la Alameda...
- Día 8 de septiembre: día de la Virgen del Remedio

Los actos más relevantes son: el volteo de campanas, el bou en corda por las calles, el pasacalles matutino, los Gigantes y Cabezudos, (Nanos i Gegants en valenciano), la mascletà, el Vermú, la Vaca, solemne Procesión de la Virgen del Remedio por las calles de la ciudad, la mascletá en el parque del Salitre, Barracas Populares (garitos), Barraca Light (para menores de 16 años) y conciertos y verbenas diversas en la S.C. Casino de Monóvar, la Plaza la Sala, la Alameda...
- Día 9

Los actos más relevantes son: el volteo de campanas, el pasacalles matutino, los Gigantes y Cabezudos (Nanos i Gegants, en valenciano), la mascletà, la Vaca, Barracas Populares (garitos), Barraca Light (para menores de 16 años) y conciertos y verbenas diversas en la S.C. Casino de Monóvar, la plaza de la Sala, parque de la Alameda...
- Día 10: Fin de Fiestas (Fi de Festes, en valenciano)

Los actos más relevantes son: el volteo de campanas, la suelta de vaquillas en la Plaza de Toros (la Joya del Vinalopó), el pasacalles matutino, los Gigantes y Cabezudos, el Vermú, la Vaca en la Rambla, el Desfile Multicolor, la Traca Final, Barracas Populares (garitos), Barraca Light (para menores de 16 años) y conciertos y verbenas diversas en la S.C. Casino de Monóvar, la plaza de la Sala, el parque de la Alameda...
En los últimos años, el Desfile Multicolor viene celebrándose el día 9 con el objetivo de conseguir una mayor participación.

### La Feria de Santa Catalina
Se celebra en el mes de noviembre. Los actos centrales son la Hoguera de Santa Catalina, la procesión de la imagen de Santa Catalina (25 de noviembre), feria medieval (tercer fin de semana), feria artesanal y de asociaciones (último fin de semana), feria de atracciones (durante todo el mes) y feria del libro (último domingo por la mañana).

### Carnaval
Se celebra un desfile de disfraces que recorre la ciudad, con parte infantil y adulta. El desfile finaliza en la plaza de la Sala con sus correspondientes fotos de grupo, concurso de disfraces por categorías y entrega de premios.

### Semana Santa de Monóvar
La Semana Santa de Monóvar comprende todos los actos religiosos y lúdicos celebrados tanto dentro como fuera de este período y que rinden culto a Cristo, María o a las imágenes de las 7 cofradías y hermandades. Se realiza desde el primer tercio del siglo XX. Estas cofradías son (por orden procesional):
1. Hermandad de la Entrada de Jesús Triunfante en Jerusalén (el Burret)
2. Cofradía de Nuestro Padre Jesús Nazareno (el Nazareno)
3. Hermandad del Santísimo Cristo Crucificado y María Santísima de la Esperanza (el Cristo y la Esperanza)
4. Cofradía de Nuestra Señora de los Dolores (la Dolorosa)
5. Cofradía del Santo Sepulcro y Jesús Cautivo (el Sepulcro y el Cautivo)
6. Cofradía de Nuestra Señora de la Soledad (la Soledad)
7. Mayordomía de la Santísima Virgen del Remedio (la Virgen del Remedio)

La falta de archivos y fuentes de la época hacen muy difícil datar el origen de algunas de las cofradías, por lo que es prácticamente imposible catalogarlas por orden de fundación.
Recientemente se consolidó la Junta Mayor de Cofradías de la Semana Santa de Monóvar.

## Deportes
Instalaciones deportivas en Monóvar

|                                    |  |
| Pabellón Municipal                 |  |
| Camps d'Esports Santa Bàrbara      |  |
| Centro Deportivo Piscina Cubierta  |  |
| Polideportivo de Monóvar (privado) |  |

Acontecimientos deportivos en Monóvar

|                                             |                    |
| Fase de ascenso Liga ABF Balonmano femenino | Mayo de 2008       |
| Copa de la Reina Balonmano femenino         | Abril de 2009      |
| Vuelta Ciclista a España                    | Septiembre de 2009 |

### Balonmano
El equipo de mayor categoría de la ciudad fue el Club Balonmano Femenino Monóvar, que el 4 de mayo de 2008 consiguió el ascenso a la máxima categoría del balonmano femenino, la Liga ABF. El equipo femenino disputaba sus partidos en un coqueto Pabellón Municipal de Deportes de Mónovar con un aforo superior a 1000 espectadores.

### Fútbol
El pueblo actualmente tiene 2 equipos de fútbol. El Club más longevo es el Monóvar CD, que compite en 2º regional de la Comunidad Valenciana y disputa sus partidos como local en el Nuevo Campo Municipal Santa Bárbara. Antiguamente disputaba sus partidos como local en el Campo Municipal Las Moreras'
Por otro lado también existe el E.F. Monóvar Atlético. Un club deportivo de formación fundado en 1996 y que tiene equipos en todas las categorías federadas además de equipos Cancheritos. El primer equipo milita en la 2º Regional de la Comunidad Valenciana. En su actualidad lo disfrutan unos 200 niños.

### Tenis
Existe en el ámbito tenístico el Club de Tenis del Polideportivo de Monóvar.

### Baloncesto
Existe en el ámbito baloncestístico el Club Baloncesto Monóvar, que cuenta con diversos equipos en diferentes categorías. El equipo disputa sus partidos en el Pabellón Municipal de Deportes de Mónovar.

### Petanca
Existe en el ámbito de la petanca el Club de Petanca de Monóvar, que cuenta con instalaciones propias en el Camí de Els Molins.

### Pelota Valenciana: la Galotxeta
En Monóvar es habitual la práctica de la pelota valenciana. En concreto es tradicional una variante de la misma, conocida como Galocheta, que recibe su nombre del recinto en el que se juega, y que se originó en la propia ciudad monovera.
Aunque pueda resultar raro, este juego surgió verdaderamente a finales del siglo XIX a raíz del hundimiento del techo de una cuadra de mulas, cuando a unos parroquianos se les ocurrió acondicionar y utilizar el recinto para jugar a la pelota valenciana.
Recinto
Las galochetas de Monóvar son unos edificios cerrados que se diferencian del trinquete en tener dimensiones más reducidas –veinte metros de largo por tres y medio de ancho, exactamente–, porque carecen de escaleras laterales, porque cuentan con unos agujeros que forman la pared lateral y el resto, a los cuales se les denomina caixons (cajones), y porque presentan una cuerda central destensada y cuatro cajones en las esquinas del recinto. Los jugadores intentan introducir la pelota por los cajones sin tocar la pelota en la red para así conseguir quince.
La localidad de Monóvar cuenta con diez galochetas de uso público, además de las que los particulares se construyen en sus propiedades. Asimismo, cuando Toni Vidal, fundador del Club Galochas Monóvar, ha invitado a alguna de las grandes figuras de la pelota a probar el juego de las galochetas de Monóvar, la respuesta ha sido unánime: se refieren a él como algo muy divertido que arrebataría a muchos aficionados de las modalidades tradicionales.
Materiales
- Pelota de trapo

Se juega con una pelota de trapo. Esta pelota tiene un centro de borra y está recubierta por tiras de trapo. Asimismo, cuenta con un peso de entre 50 y 96 g y un diámetro de 6 o 7 cm.
- Guantes

Tradicionalmente y a diferencia de lo que piensa la mayoría de gente, en "les galotxetes de Monover", no se utiliza nada de protección en las manos. Esto es posible gracias a que la pelota es menos dura que la tradicional de baqueta usada en escala i corda, y sobre todo por la costumbre del golpe. Aunque a modo de protección, y solo en algunos casos contados como en las denominadas sentaduras, donde del golpe de la pelota se generan pequeños "moratones", si se utilizan dichos guantes.

## Ciudades hermanadas
- Puenteareas (Provincia de Pontevedra - Galicia - España)
Tiene en común con Monóvar que sus fiestas coinciden en tiempo (del 6 al 10 de septiembre) y que su patrona es la misma: la Virgen del Remedio (Virxe dos Remedios, en gallego; Mare de Déu del Remei, en valenciano).